# ショット・リバースショット
ショット・リバースショット（Shot reverse shot, またはshot/countershot）とは、人物Ａが（多くは画面の外にいる）人物Ｂを見ているカットに続いて、人物Ｂが人物Ａを見ているカットを繋ぐ映画技法である。２人の視線は反対方向を向いているため、観客/視聴者はお互いを見ているものと考える。
ショット・リバースショットは古くからハリウッドで使われている「Continuity Editing（コンティニュイティ編集、継続的編集）」に基づいている。観客/視聴者に直線的・時系列的・論理的に１つの連続する動きと知覚させることで、ショットが変わったことを意識させなくする。「視線の一致」の一例である。